# Puerto olímpico de Barcelona

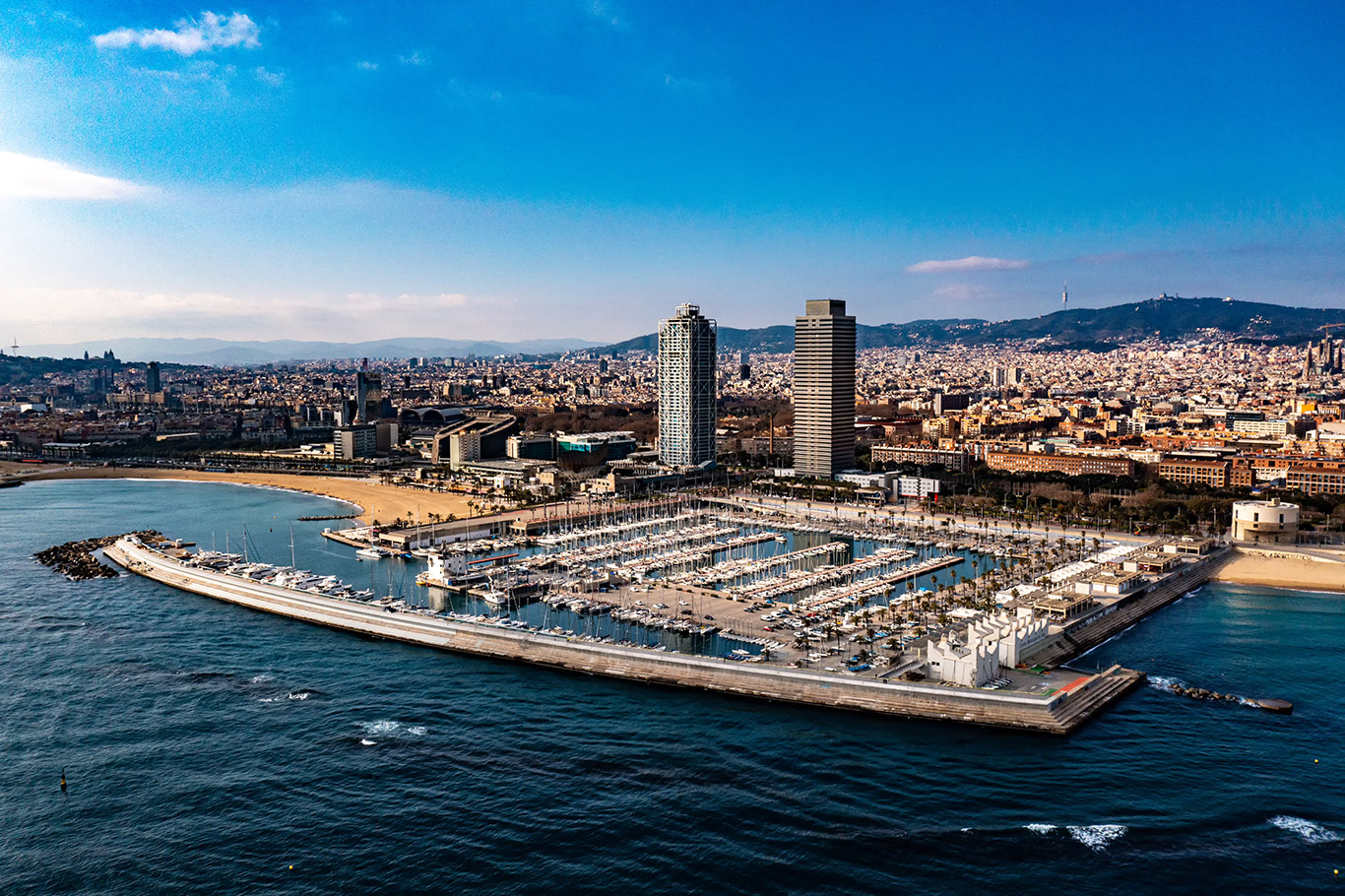
Puerto Olímpico

El Puerto Olímpico (en catalán, Port Olímpic) de Barcelona es un puerto deportivo que está ubicado frente a la Villa Olímpica, entre las playas de la Barceloneta y Nova Icària, en el distrito de San Martín. Está gestionado por la empresa municipal Barcelona de Serveis Municipals (BSM) por encargo del Ayuntamiento de Barcelona.
Fue construido en 1991 siguiendo el proyecto de los arquitectos Oriol Bohigas, Josep Martorell, David Mackay y Albert Puigdomènech y la dirección del ingeniero Joan Ramon de Clascà para dotar a la ciudad de un puerto deportivo acorde con su categoría, y según la normativa de la Generalidad para convertir la costa norte de la ciudad en una zona habitacional y recreativa. 
En 1992 fue la sede de las competiciones de vela de los XXV Juegos Olímpicos. Actualmente, aparte de ser un puerto deportivo relevante en la costa mediterránea, se ha convertido en un centro turístico y de ocio de la capital catalana.

## Relación Puerto-Ciudad y Puerto-Entorno Natural

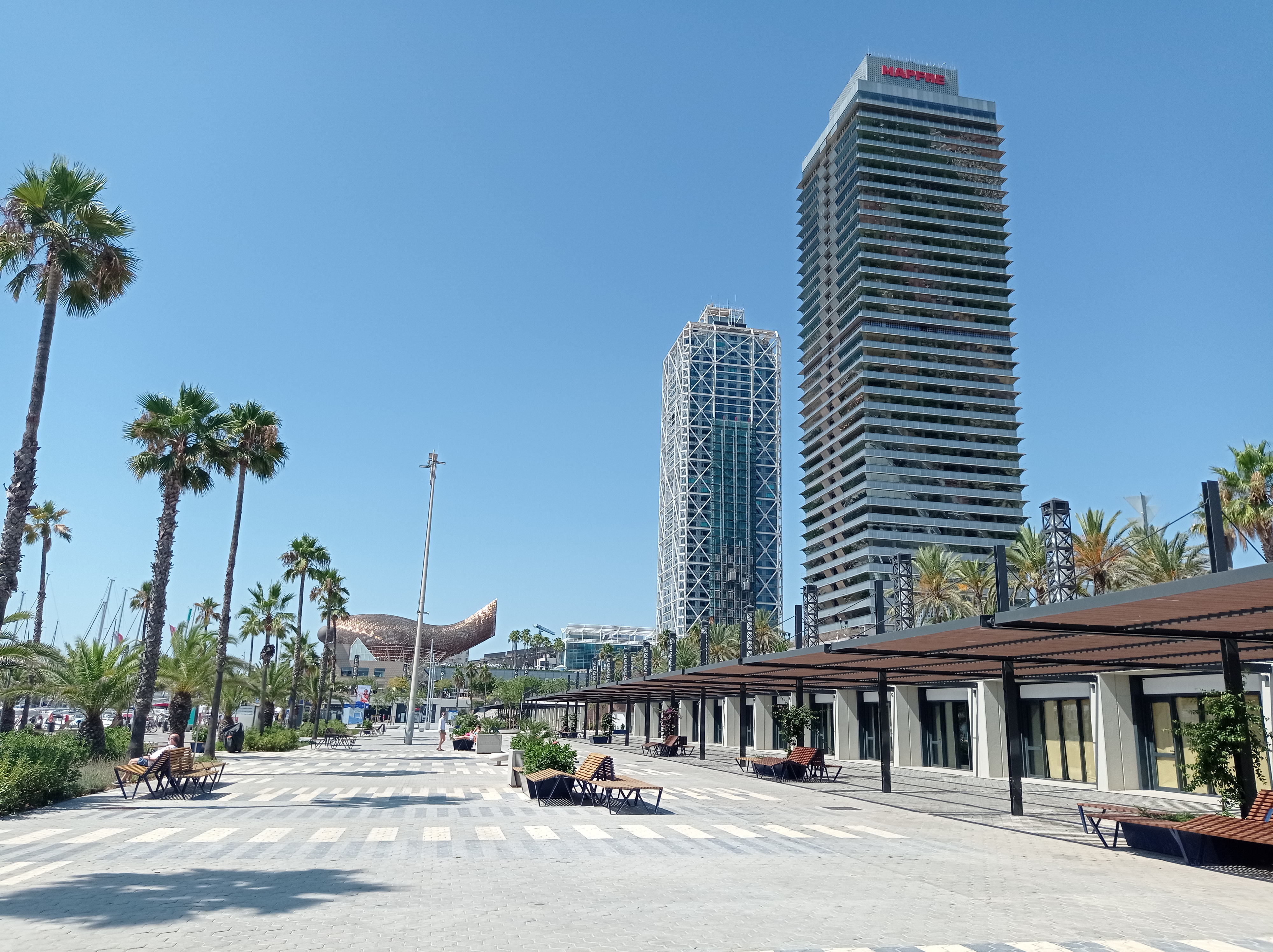
Muelle de Mestral, antigua zona de ocio nocturno reurbanizada en 2024

El puerto al estar próximo al zoo de Barcelona, ser el estandarte del cambio que sufrió el litoral de Barcelona para las olimpiadas de Barcelona 1992 y estar rodeado de edificios representativos como las dos torres (torre Mapfre y el hotel Arts), que son la puerta de entrada al puerto, es una zona altamente turística. Para afrontar el reto de ofrecer servicio a todos los demandantes del puerto y playas anejas a él, el puerto ofrece una zona lúdica para el disfrute y descanso de los usuarios por el día y la noche. Los servicios más destacados son 1 casino, 2 Hoteles cercanos, tener el Hospital de Mar a 500 metros, el centro comercial El Centre de la Vila (15 salas de cine, supermercado y 50 locales) a 300 metros, 8 bares, 19 restaurantes y 9 locales nocturnos.

## Pesca recreativa
Se permite la pesca recreativa en el rompeolas del puerto olímpico, aunque está prohibida en el interior del recinto.
El rompeolas ha sido diseñado para tal fin. Unos grandes escalones de cemento permiten pescar sentados, haciendo la pesca bastante cómoda.
La profundidad es de 8 metros en el borde del rompeolas. A unos 40 metros del cual se fabricaron unos contraespigones submergidos que permiten pescar con mar gruesa.
Los contraespigones actúan como biotopos atrayendo gran variedad de especies de peces y cefalópodos.

## Características técnicas
El Puerto Olímpico es una estructura rectangular con tres diques de cierre que llegan a alcanzar una altura de más de 7 m s. n. m. El dique sur es la continuación de la calle de Marina, el dique norte es la prolongación de la calle Pamplona. De éste parte hacia el sur el tercer dique, el de Poblenou, de 500 m de largo y con una forma curva para aprovechar la energía de las olas. La superficie de agua abrigada es de 8 ha aproximadamente. 
El Puerto se encuentra en las coordenadas geográficas siguientes:
- Latitud: 41° 23' 12 N
- Longitud: 2º 12' 6 E

Tiene una capacidad de 743 amarres (embarcaciones) de 7 a 30 m de eslora con la posibilidad de alquilarlos por metros. Dispone de un varadero de 2900 m² y una grúa para embarcaciones de hasta 6 T o un travel lift para las más grandes (máximo 45 T).
Está abierto las 24 h del día todos los días del año. Cuenta además con servicio de agua, electricidad, instalaciones sanitarias, centro comercial, estación meteorológica y gasolinería para las embarcaciones. Desde 2020 se están realizando varias obras, entre las que se incluye un espacio abierto para el visitante, que se espera estar acabado para finales de 2022 o inicios del 2023. 
| SUPERFICIES                  |                                 |
| ---------------------------- | ------------------------------- |
| Agua abrigada                | 82.533 m²                       |
| Longitud de muelles          | 1.000 m.l.                      |
| Longitud de pantalanes       | 660 m.l.                        |
| Longitud de línea de atraque | 2.765 m.l.                      |
| Profundidad de las dársenas  | De 3,5 a 6,5 m.                 |
| Área de maniobras            | 26.500 m²                       |
| Separación entre pantalanes  | Variable (v, esquema en planta) |

Distribución de atraques:
| Situación | Eslora   | N.º de atraques |
| --------- | -------- | --------------- |
| I         | 35 x 9   | 1               |
| II        | 30 x 7,5 | 16              |
| III       | 25 x 6   | 2               |
| IV        | 20 x 5   | 2               |
| V         | 15 x 4,5 | 47              |
| VI        | 12 x 4   | 91              |
| VII       | 10 x 3,5 | 260             |
| VIII      | 8 x 3    | 250             |
| IX        | 7 x 2,7  | 120             |
| x         | 6 x 2,1  | 26              |

## Instalaciones
El Puerto Olímpico dispone de varias instituciones de se servicio al navegante, entre ellas las más destacables son: La Capitanía, el Centro Municipal de Vela, y el Club de Mar Port Olímpic.

### Centro Municipal de Vela
El Centro Municipal de Vela (en catalán, Centre Municipal de Vela) es una escuela de vela para todo tipo de público gestionada por la Federación Catalana de Vela.

### Capitanía
El edificio de Capitanía es la dirección del Puerto y es desde donde se controla directamente el tránsito diario del puerto.
Además se encarga del alquiler de los amarres y de las estancias en el varadero.